# آدام کمپل (بازیگر)
آدام کمپل (انگلیسی: Adam Campbell؛ زادهٔ ۱۹ اوت ۱۹۸۰) هنرپیشه اهل انگلستان است.
از فیلم‌ها و برنامه‌های تلویزیونی‌ای که وی در آن نقش داشته‌است، می‌توان به دیت مووی، فیلم حماسی، تماس، چرخش و کیمی اشمیت شکست‌ناپذیر اشاره کرد.